# 南名谢公祠
南名谢公祠，位于中国广东省江门市逢江区群星村丹井里，2004年，列入江门市文物保护单位。
南名谢公祠为一砖木石结构建筑，始建于清代同治二年。南名谢公祠供奉人物为谢赞（清代人物，曾担任广东陆路提督中卫参将等职）。